# Allogamus lazeri
Allogamus lazeri är en nattsländeart som beskrevs av Bronislaw Szczesny 1967. Allogamus lazeri ingår i släktet Allogamus och familjen husmasknattsländor. Inga underarter finns listade i Catalogue of Life.